# 上杉義陳
上杉 義陳 （うえすぎ よしつら）は、江戸時代前期から中期にかけての旗本。下総国内などに領地を有した。

## 略歴
万治3年（1660年）、上杉長之の次男として誕生した。貞享2年（1685年）7月29日、双子の兄・長宗の死去により、家督を相続、寄合に所属する。
貞享2年（1685年）11月3日、5代将軍・徳川綱吉に拝謁する。宝永2年（1705年）2月6日、死去。享年46。
跡を養子の知義が継いだ。知義の実家の高家畠山家は、遡ればこの高家上杉家と実兄弟であり、知義の実父義寧の姉妹が長之の室であった。